# Повітряний канал (риби)

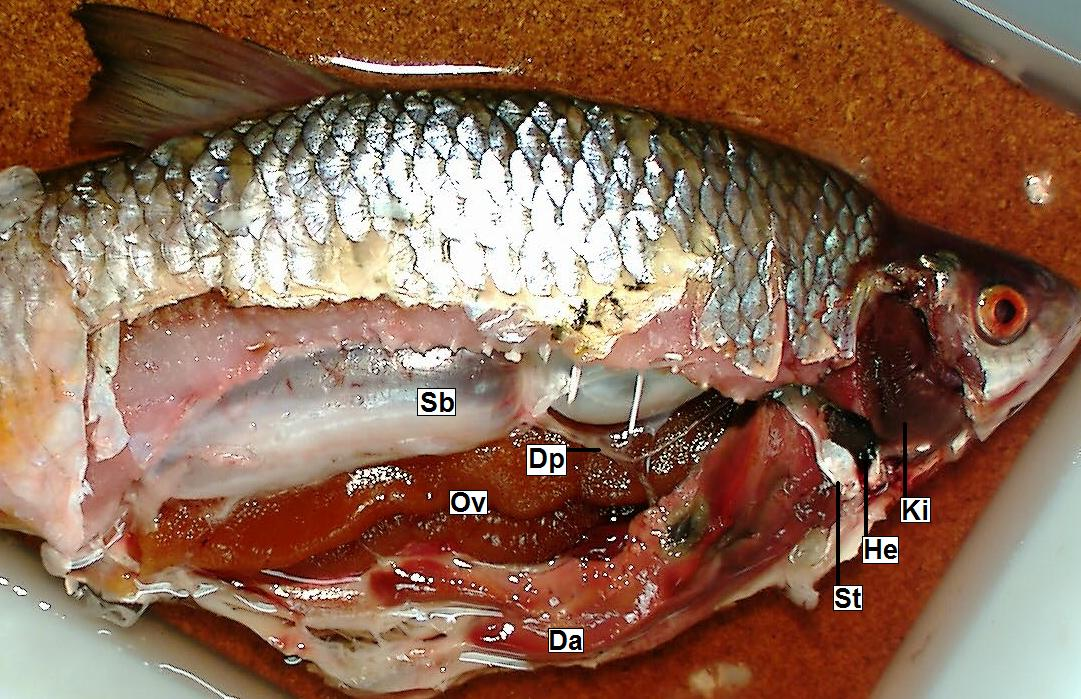
Scardinius erythrophthalmus

Повітряний канал, повітряна протока, відвідний канал або відвідна протока (лат. ductus pneumaticus) — протока, що з'єднує плавальний міхур з кишечником. За допомогою ductus pneumaticus, відкритоміхурні риби здатні регулювати об'єм газів в плавальному міхурі.